# هنرستان مرکزی موسیقی
هنرستان مرکزی موسیقی (中央音乐学院) نام برترین مرکز آموزشی موسیقی در کشور چین است که در محلهٔ شیچنگ در نزدیکی «ایستگاه متروی فوشینگمِن» در شهر پکن واقع است.
این مرکز آموزشی در سال ۱۹۵۰ میلادی بنیان نهاده شد و هنرمندان فراوانی را تربیت کرده است که از آن میان می‌توان به لانگ لانگ، یوجا وانگ، ونسا-می، وانگ فنگ، سا دینگ‌دینگ و تان دان اشاره کرد